# Anticlea vasiliata
Anticlea vasiliata là một loài bướm đêm thuộc họ Geometridae. Loài này có ở phần phía bắc của Hoa Kỳ và miền nam Canada, từ Newfoundland tới Maryland, phía tây đến California, phía bắc đến British Columbia.
Sải cánh dài khoảng 30 mm. Con trưởng thành bay từ tháng 4 đến tháng 6.
Ấu trùng ăn Rubus idaeus và Rosa carolina.